# Lichmera alboauricularis
El mielero pechipinto (Lichmera alboauricularis)  es una especie de ave paseriforme de la familia Meliphagidae.

## Subespecies
Se reconocen las siguientes:
- L. alboauricularis alboauricularis (Ramsay, EP, 1878)
- L. alboauricularis olivacea Mayr, 1938

## Localización
Es endémica del norte y este de Nueva Guinea.